# AMC (stacja telewizyjna)
AMC – amerykańska stacja telewizyjna, emitowana w telewizji kablowej i satelitarnej, która jest częścią AMC Networks.
Kanał rozpoczął nadawanie 1 października 1984 roku jako American Movie Classics. Wówczas emitowano amerykańskie filmy kinowe.
W 2003 roku stacja skróciła nazwę do AMC, zmieniła profil, poszerzając ofertę, przyjmując za motto slogan „Story matters here” („Tutaj liczy się fabuła”).
6 maja 2016 kanał AMC wystartował w Polsce, zastępując kanał MGM HD w nc+.

## Oferta programowa

### Aktualnie emitowane seriale
- 2015–: Fear the Walking Dead[2]
- 2018–: Terror[3][4]
- 2019–: NOS4A2
- 2020–: Dispatches from Elsewhere
- 2020–: The Walking Dead: World Beyond
- 2020–: Soulmates
- 2020–: Kevin Can F*** Himself

### Dawniej

#### Seriale
- 1996–1998: Remember WENN
- 1999–2001: The Lot
- 2007–2015: Mad Men
- 2008–2013: Breaking Bad
- 2010: Rubicon
- 2010–2022: Żywe trupy
- 2011–2013: Dochodzenie
- 2011–2016: Hell on Wheels: Witaj w piekle
- 2013: Low Winter Sun
- 2014–2017: Szpiedzy z Waszyngtonu
- 2014–2017: Halt and Catch Fire
- 2015–2022: Zadzwoń do Saula
- 2016: Feed the Beast[5]
- 2016: Nocny recepcjonista[6][7]
- 2018–: Dietland
- 2015–2019: Kraina bezprawia
- 2015–2018: Humans[8]
- 2016–2019: Preacher[9]
- 2017–2019: Syn[10][11]
- 2018: McMafia
- 2018–2019 : Lodge 49

#### Dokumenty
- 2015–2016: The Making of the Mob (limitowana seria)[12]
- 2016: American West[13]

### W produkcji
- 2018: Shock Theater[14]